# Be Myself (Sheryl Crow-album)
Be Myself er tiende studieablum fra den amerikanske sanger og sangskriver Sheryl Crow. Det er indspillet i Old Green Barn i den amerikanske musikby, Nashville, og udkom 21. april 2017 hos Warner Music.
Albummet blev generelt positivt modtaget af anmelderne, der var enige om, at Crows tilbagevenden til sin egen rock-poppede stil efter et par mindre populære forsøg med blandt andet rendyrket country, var værd at hylde. Musikmagasinet Slants anmelder, Sal Cinquemani, skrev blandt andet: 
"The album doesn’t just reprise the roots-rock pop of Crow’s early releases, reuniting the singer-songwriter with longtime collaborator Jeff Trott, but it also puts engineer Tchad Blake back on the mixing board for the first time since 1998’s The Globe Sessions."

## Spor
1. "Alone in the Dark" (3:40)
2. "Halfway There" (3:58)
3. "Long Way Back" (5:07)
4. "Be Myself" (4:21)
5. "Roller Skate" (3:17)
6. "Love Will Save the Day" (4:58)
7. "Strangers Again" (3:50)
8. "Rest of Me" (3:51)
9. "Heartbeat Away" (5:35)
10. "Grow Up" (3:26)
11. "Woo Woo" (3:16)